# سگم را دوست دارم
سگم را دوست دارم (انگلیسی: Love My Dog) یک فیلم کمدی صامت به کارگردانی رابرت اف. مک‌گاون است که در سال ۱۹۲۷ منتشر شد. این فیلم، پنجاه‌ونهمین فیلم از گروه هنری دارودسته ما بود.

## بازیگران

### دارودسته ما
- جو کاب
- جکی کاندون
- آلن هاسکینز
- اسکوتر لاوری
- جی آر. اسمیت
- کلیفتون یانگ

### بازیگران دیگر
- میلدرید کورنمن
- بابی مالون
- دیک گیلبرت
- تاینی سندفورد
- چارلی بانگ
- چارلز مک‌مورفی
- اندی شافورد